# Kościół św. Stanisława Kostki we Wrocławiu
Kościół św. Stanisława Kostki we Wrocławiu - współczesny dwupoziomowy kościół we Wrocławiu położony na osiedlu Huby, przy ulicy Hubskiej. Projekt Stefana i Marii Müllerów.

## Historia
W miejscu gdzie stoi kościół św. Stanisława Kostki stała kaplica Społeczności Ewangelickiej, jednego z dwóch nurtów metodyzmu działającego w Niemczech. Do budowy kaplicy przy ówczesnej Goethe-str. 168 przystąpiono w 1937 roku. 6 czerwca tego roku podczas uroczystego nabożeństwa prowadzonego przez miejscowego pastora Maxa Herrenkinda położono kamień węgielny. Uroczystość dedykacji nowej kaplicy nazwanej „Kościołem Chrystusa” (Christuskirche) odbyła się 7 listopada 1937 roku. Kaplica ta przetrwała działania wojenne. 9 lipca 1945 roku radziecki komendant miasta kaplicę Społeczności Ewangelickiej przydzielił Kościołowi rzymskokatolickiemu.
We wrześniu 1984 roku rozpoczęto budowę dwupoziomowej świątyni. Dwa lata później wybudowano budynek katechetyczny (stan surowy), w 1987 roku dolny kościół został przystosowany do odprawiania nabożeństw. W następnych latach zbudowano chór, kaplicę Matki Bożej, zakrystię i kaplicę św. Stanisława Kostki oraz wieżę o wys. 22 m. W 1997 roku kościół, kaplice i zakrystię pokryto blachą cynkową. W 2000 roku świątynię oszklono. 17 września 2006 roku kościół został poświęcony przez Arcybiskupa Metropolitę Wrocławskiego Mariana Gołębiewskiego.
Od 2010 roku w świątyni odbywa się Letni Festiwal Muzyki Sakralnej, którego założycielem jest organista Paweł Ożga. W tym roku wśród specjalnych gości znalazł się m.in. Jasnogórski Chór Mieszany pod dyr. Marcina Lauzera.

## Godziny Mszy Św.
W tygodniu Msze są odprawiane o 6.30, 17.30 i 18.30, zaś w niedziele i święta o 7.00, 8.30, 10.00, 11.15, 12.30 i 18.00.